# Barberton (Washington)
Barberton az Amerikai Egyesült Államok északnyugati részén, Washington állam Clark megyéjében elhelyezkedő statisztikai település. A 2010. évi népszámlálási adatok alapján 5661 lakosa van.
Barberton postahivatala 1892 és 1903 között működött.